# Tottenham Hotspur Football Club 2021-2022
Questa voce raccoglie le informazioni riguardanti il Tottenham Hotspur Football Club nelle competizioni ufficiali della stagione 2021-2022.

## Stagione

### Antefatti
Per la stagione 2021-2022 la panchina del Tottenham viene affidata a Nuno Espírito Santo, allenatore portoghese reduce da quattro buone stagioni al Wolverhampton. Al tecnico lusitano viene affiancato come vice Ian Cathro, mentre il nuovo direttore sportivo è Fabio Paratici, che arriva a Londra dopo dieci anni di trionfi in Italia alla Juventus. Sul fronte degli acquisti il Tottenham preleva dall'Atalanta sia il portiere italiano Pierluigi Gollini che il difensore argentino Cristian Romero. Dal Siviglia arriva invece il giovane talento Bryan Gil, mentre fa il percorso inverso Erik Lamela, che va in Andalusia dopo otto stagioni passate al Tottenham. Tra le altre partenze, da segnalare quella di Toby Alderweireld in Qatar, all'Al-Duhail dopo sei anni in Inghilterra, e quella di Moussa Sissoko al Watford. Gareth Bale poi fa ritorno al Real Madrid dopo la stagione precedente in prestito agli Spurs. Verso gli ultimi giorni del mercato estivo arriva dal Barcellona il terzino Emerson Royal, che va a compensare la partenza dell'ivoriano Serge Aurier.

### Premier League

#### Girone di andata

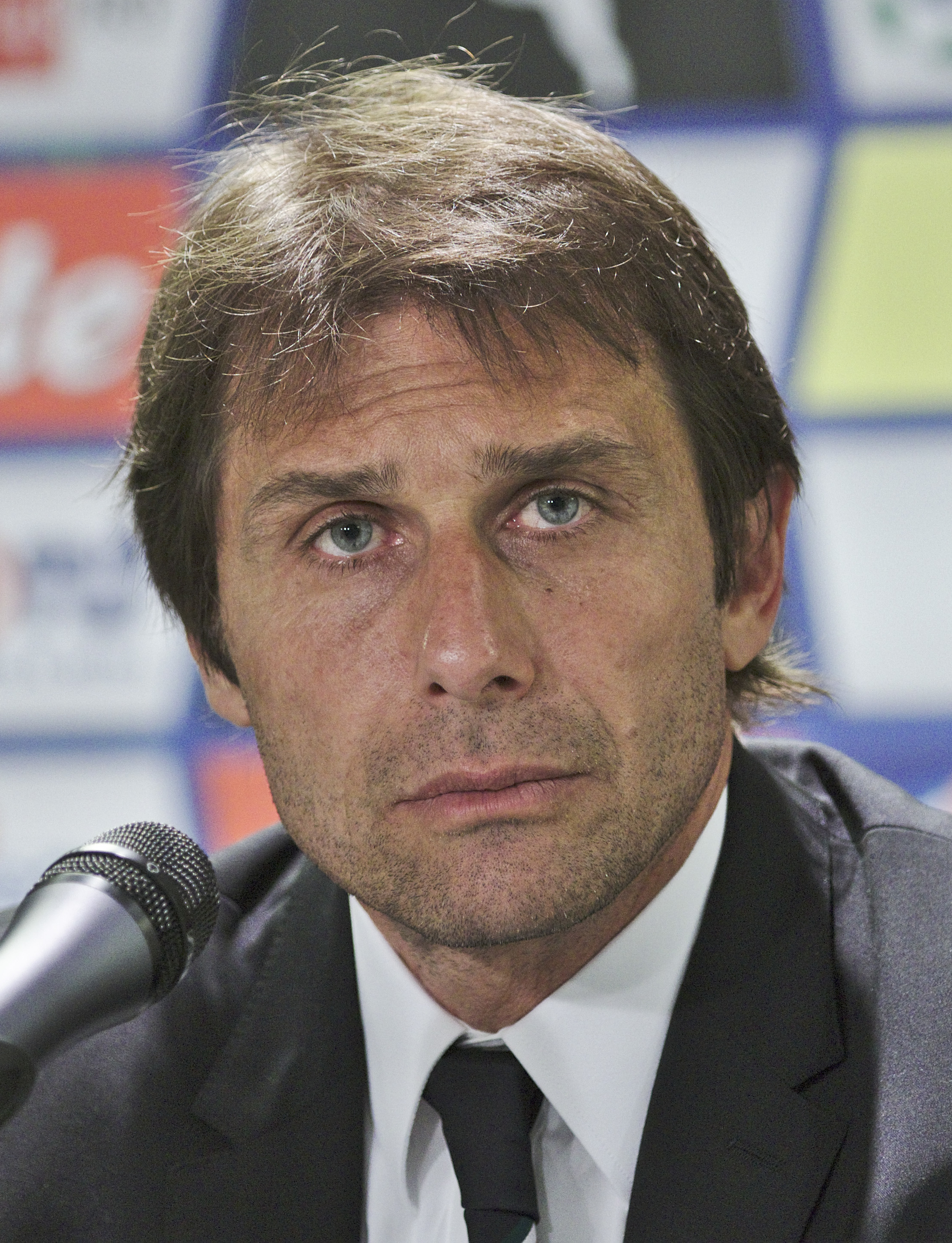
Antonio Conte, chiamato in sostituzione di Nuno Espírito Santo dopo l'inizio di stagione deludente del portoghese.

La prima giornata della Premier League 2021-2022 offre al Tottenham già un big-match importante: gli Spurs vincono infatti 1-0 contro i campioni in carica del Manchester City di Pep Guardiola, grazie alla rete decisiva di Son. Nella giornata successiva, il 22 agosto 2021, il club londinese trionfa anche contro il Wolverhampton, l'ex squadra di Espírito Santo, grazie al rigore marcato da Dele Alli a inizio gara. La terza vittoria consecutiva (1-0) del 29 agosto contro il Watford porta il Tottenham al comando della classifica. Per la prima volta nella loro storia poi gli Spurs vincono le prime tre partite di campionato senza subire reti. A settembre, però, la squadra accusa una flessione di risultati, subendo tre sconfitte consecutive, tutte contro società di Londra: alle due sconfitte per 3-0 subite da Crystal Palace e Chelsea, si aggiunge quella nel North London Derby contro l'Arsenal per 3-1. Nelle successive due giornate arrivano due vittorie, ma le nuove sconfitte con West Ham e Manchester United decretano l'esonero di Nuno Espírito Santo. A subentrargli è Antonio Conte, reduce dall'esperienza all'Inter. Dopo un pareggio a reti inviolate contro l'Everton, il 21 novembre il Tottenham ha la meglio sul Leeds (2-1) e torna alla vittoria in campionato dopo quasi due mesi. Dopo che il match contro il Burnley viene rinviato per neve, il Tottenham trionfa 2-0 contro il Brentford e 3-0 contro il Norwich, rimettendosi in carreggiata per il piazzamento Champions. Una serie di contagi da Covid-19 nelle file della squadra londinese però costringono la Lega inglese a posticipare le partite di inizio dicembre contro Brighton e Leicester. Il 19 dicembre ritorna a giocare in campionato dopo due settimane, pareggiando 2-2 contro il Liverpool al Tottenham Hotspur Stadium. Una settimana dopo gli Spurs concludono il girone d'andata vincendo 3-0 contro il Crystal Palace, salendo momentaneamente al quinto posto in classifica.

#### Girone di ritorno

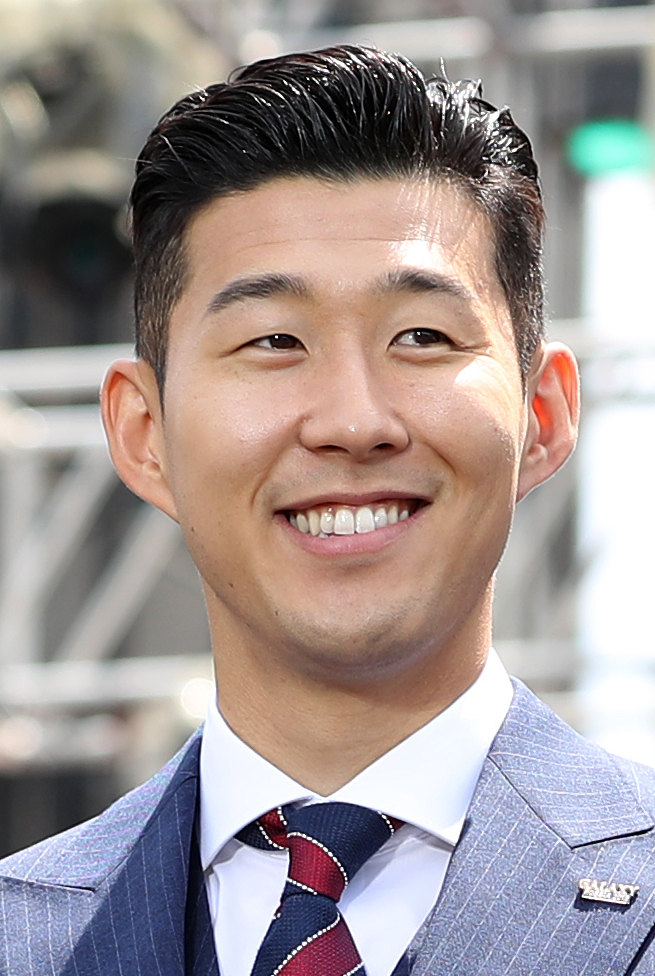
Son Heung-min, capocannoniere della Premier League 2021-2022 con 23 reti, a pari merito con Mohamed Salah del Liverpool.

Gli uomini di Conte vengono fermati per 1-1 alla prima di ritorno al St Mary's Stadium contro il Southampton, mentre nella partita successiva, il primo incontro dell'anno solare disputato il 1º gennaio 2022, centrano una vittoria in extremis per 1-0 sul campo del Watford di Ranieri. Posticipato anche il derby contro l'Arsenal del 12 gennaio, questa volta a causa dei troppi contagi da Covid nei Gunners, il Tottenham cade a Stamford Bridge contro il Chelsea per 2-0 e subisce successivamente altre due sconfitte tra le mura amiche: 2-3 contro il Southampton e 0-2 inflitto dal Wolverhampton il 13 febbraio. La squadra, ormai all'ottavo posto e lontana dai piazzamenti utili per l'Europa, si rivitalizza tuttavia grazie all'inaspettata vittoria per 3-2 all'Etihad Stadium contro i primatisti del Manchester City. Le vittorie nette (4-0 e 5-0) a cavallo tra febbraio e marzo contro Leeds ed Everton rimettono in carreggiata gli Spurs per la lotta ad un posto in Champions, fino a quando una tripletta di Cristiano Ronaldo il 12 marzo ad Old Trafford infligge ai londinesi una dura sconfitta (2-3) contro i diretti concorrenti del Manchester United. La compagine di Conte riesce comunque a trovare una preziosa vittoria alla giornata successiva, la trentesima, contro l'insidioso West Ham, scavalcando in classifica l'Arsenal al quarto posto grazie agli ulteriori successi ad aprile contro Newcastle ed Aston Villa. In seguito, una sconfitta e un pareggio con i modesti Brighton e Brentford relegano gli Spurs in quinta posizione, sempre alle spalle dei rivali dell'Arsenal. Il 30 aprile gli Spurs ritrovano la vittoria contro il Leicester mentre la settimana successiva la squadra ottiene un buon pareggio esterno ad Anfield contro un Liverpool in piena lotta per aggiudicarsi il titolo nazionale. Il 12 maggio il Tottenham trionfa 3-0 nel recupero della 22ª giornata contro l'Arsenal, portandosi a -1 dal quarto posto (ultima posizione per l'accesso in Champions League), occupato proprio dai Gunners. Nella giornata successiva gli Spurs centrano un'altra vittoria, questa volta ai danni del Burnley, e ottengono il quarto posto, approfittando dell'inaspettata sconfitta dell'Arsenal a Newcastle. All'ultima giornata la squadra di Conte supera agevolmente per 5-0 il già retrocesso Norwich City, certificando così la quarta posizione in Premier League e garantendosi un posto alla fase a gironi della Champions League, una qualificazione che mancava alla formazione londinese da tre anni.

### EFL Cup
Il 22 settembre 2021 il Tottenham gioca la sua prima partita stagionale in Coppa di Lega, vincendo ai rigori contro il Wolverhampton. In seguito supera Burnley e West Ham e approda in semifinale, contro i cugini londinesi del Chelsea. La gara d'andata del 5 gennaio 2022, giocata allo Stamford Bridge, se l'aggiudicano i padroni di casa dei Blues di Tuchel per 2-0. Al ritorno in casa degli Spurs, il Chelsea suggella definitivamente il passaggio del turno, vincendo 1-0 grazie ad un gol di Rüdiger.

### FA Cup
Nel terzo turno eliminatorio di Coppa d'Inghilterra, gli Spurs hanno la meglio per 3-1 sul Morecambe, squadra di terza serie, e approdano così alla fase successiva, in cui affrontano il 5 febbraio il Brighton. Dopo aver sconfitto il Brighton 3-1, il Tottenham perde 0-1 il successivo incontro, valevole per l'ottavo di finale, contro i cadetti del Middlesbrough.

### Conference League
Il Tottenham affronta nel turno preliminare della Conference League 2021-2022 i portoghesi del Paços Ferreira. Dopo la sconfitta in Portogallo all'andata (1-0), i londinesi rimontano il risultato complessivo con un 3-0 al Tottenham Hotspur Stadium, accendendo alla fase a gironi.
Gli Spurs sono inseriti nel gruppo G insieme a Rennes, Vitesse e Mura. In seguito al pareggio per 2-2 in Bretagna contro il Rennes, i londinesi sconfiggono per 5-1 gli sloveni del Mura, prima di uscire battuti (1-2) nell'incontro disputato il 21 ottobre 2021 ad Arnhem contro il Vitesse. Successivamente il Tottenham ha la meglio proprio sul Vitesse (vittoria a Londra per 3-2) ma viene sconfitto 1-2 dal Mura il 25 novembre a Murska Sobota. L'ultimo incontro del girone contro il Rennes, inizialmente programmato in casa degli Spurs il 9 dicembre, viene rinviato a causa dei numerosi contagiati da Covid-19 nella rosa inglese. Il 20 dicembre, attraverso un comunicato ufficiale, la UEFA dichiara il rinvio definitivo dell'incontro, vista l'impossibilità di rigiocare la partita a causa del calendario eccessivamente fitto di impegni del Tottenham. Il match viene quindi vinto 3-0 a tavolino dal Rennes, mentre la squadra di Conte, terza nel girone alle spalle dei francesi e del Vitesse, viene eliminata dalla competizione europea.

## Maglie e sponsor
Il Tottenham sfoggia per questa stagione una prima divisa totalmente bianca, senza alcun tipo di inserto. Questa scelta votata alla tradizione e alla sobrietà è data per annoverare il centesimo anniversario dalla presenza del gallo da battaglia (storico simbolo degli Spurs) sulle maglie della società londinese, in seguito alle celebrazioni per la vittoria della FA Cup 1920-1921. Anche i pantaloncini e i calzettoni, di colore blu navy come da tradizione, sono minimali e senza aggiunte di inserti.
Rispetto alla prima divisa, la seconda maglia è decisamente più complessa ed elaborata. Si tratta di un completo basicamente nero con una particolare grafica di sfumature ondulate dai colori più accesi, come l'azzurro e il rosa pesca. Sia i pantaloncini che i calzettoni sono invece totalmente neri, privi quindi del design stampato sulla maglietta.
La terza maglia del Tottenham, inaugurata nel match di Coppa di Lega del 22 settembre 2021 contro il Wolverhampton, presenta un design appariscente che si ispira alla figure e ai colori del distretto postale 17 di Londra (lo stesso del quartiere Tottenham). La divisa è cromata di wild berry, con loghi bianchi ed elementi neri sotto forma di colletto, polsini delle maniche e pannelli laterali. I pantaloncini e i calzettoni sono invece prevalentemente di colore viola.
Oltre al main sponsor Nike, il marchio impresso sulle divise è ancora quello dell'azienda asiatica AIA. In virtù del contratto firmato il 10 gennaio 2021, sulla manica è presente inoltre lo sponsor di Cinch, una piattaforma online britannica che si occupa della vendita di automobili.
| Casa | Trasferta | Terza divisa |

## Rosa
Rosa, numerazione e ruoli, tratti dal sito ufficiale, sono aggiornati al 9 febbraio 2022.
| N. |                          | Ruolo | Calciatore                 |
| -- | ------------------------ | ----- | -------------------------- |
| 1  | Francia (bandiera)       | P     | Hugo Lloris (capitano)     |
| 2  | Irlanda (bandiera)       | D     | Matt Doherty               |
| 3  | Spagna (bandiera)        | D     | Sergio Reguilón            |
| 4  | Argentina (bandiera)     | D     | Cristian Romero            |
| 5  | Danimarca (bandiera)     | C     | Pierre-Emile Højbjerg      |
| 6  | Colombia (bandiera)      | D     | Davinson Sánchez           |
| 7  | Corea del Sud (bandiera) | A     | Son Heung-Min              |
| 8  | Inghilterra (bandiera)   | C     | Harry Winks                |
| 10 | Inghilterra (bandiera)   | A     | Harry Kane (vice capitano) |
| 11 | Spagna (bandiera)        | C     | Bryan Gil                  |
| 12 | Brasile (bandiera)       | D     | Emerson Royal              |
| 14 | Galles (bandiera)        | D     | Joe Rodon                  |
| 15 | Inghilterra (bandiera)   | D     | Eric Dier                  |
| 17 | Francia (bandiera)       | C     | Moussa Sissoko             |
| 18 | Argentina (bandiera)     | C     | Giovani Lo Celso           |
| 19 | Inghilterra (bandiera)   | D     | Ryan Sessegnon             |
| 20 | Inghilterra (bandiera)   | C     | Dele Alli                  |
| 21 | Svezia (bandiera)        | C     | Dejan Kulusevski           |

| N. |                           | Ruolo | Calciatore             |
| -- | ------------------------- | ----- | ---------------------- |
| 22 | Italia (bandiera)         | P     | Pierluigi Gollini      |
| 23 | Paesi Bassi (bandiera)    | A     | Steven Bergwijn        |
| 24 | Costa d'Avorio (bandiera) | D     | Serge Aurier           |
| 25 | Inghilterra (bandiera)    | D     | Japhet Tanganga        |
| 27 | Brasile (bandiera)        | A     | Lucas                  |
| 28 | Francia (bandiera)        | C     | Tanguy Ndombele        |
| 29 | Inghilterra (bandiera)    | C     | Oliver Skipp           |
| 30 | Uruguay (bandiera)        | C     | Rodrigo Bentancur      |
| 33 | Galles (bandiera)         | D     | Ben Davies             |
| 38 | Stati Uniti (bandiera)    | D     | Cameron Carter-Vickers |
| 43 | Inghilterra (bandiera)    | C     | Nile John              |
| 44 | Inghilterra (bandiera)    | A     | Dane Scarlett          |
| 47 | Inghilterra (bandiera)    | C     | Jack Clarke            |
| 48 | Estonia (bandiera)        | D     | Maksim Paskotši        |
| 54 | Inghilterra (bandiera)    | C     | Alfie Devine           |
| 55 | Inghilterra (bandiera)    | D     | Marcel Lavinier        |
| 56 | Inghilterra (bandiera)    | C     | J'Neil Bennett         |

## Calciomercato

### Sessione estiva
| Acquisti         | Acquisti          | Acquisti   | Acquisti                                                                                                   |
| R.               | Nome              | da         | Modalità                                                                                                   |
| ---------------- | ----------------- | ---------- | --- |
| P                | Pierluigi Gollini | Atalanta   | prestito                                                                                                   |
| D                | Emerson Royal     | Barcellona | definitivo (25 milioni €)                                                                                  |
| D                | Cristian Romero   | Atalanta   | prestito + obbligo di riscatto al verificarsi di determinate condizioni (55 milioni € + 5 milioni € bonus) |
| C                | Pape Matar Sarr   | Metz       | definitivo (16,9 milioni €)                                                                                |
| A                | Bryan Gil         | Siviglia   | definitivo (25 milioni €)                                                                                  |
| Altre operazioni |                   |            | |
| R.               | Nome              | da         | Modalità                                                                                                   |
| P                | Paulo Gazzaniga   | Elche      | fine prestito                                                                                              |
| D                | Juan Foyth        | Villarreal | fine prestito                                                                                              |
| C                | Ryan Sessegnon    | Hoffenheim | fine prestito                                                                                              |

| Cessioni         | Cessioni               | Cessioni        | Cessioni                   |
| R.               | Nome                   | a               | Modalità                   |
| ---------------- | ---------------------- | --------------- | -------------------------- |
| P                | Joe Hart               | Celtic          | definitivo (1,5 milioni €) |
| D                | Toby Alderweireld      | Al-Duhail       | definitivo (13 milioni €)  |
| D                | Serge Aurier           |                 | risoluzione                |
| D                | Danny Rose             |                 | svincolato                 |
| C                | Pape Matar Sarr        | Metz            | prestito                   |
| C                | Moussa Sissoko         | Watford         | definitivo (3,5 milioni €) |
| A                | Gareth Bale            | Real Madrid     | fine prestito              |
| A                | Erik Lamela            | Siviglia        | definitivo                 |
| A                | Carlos Vinícius        | Benfica         | fine prestito              |
| Altre operazioni |                        |                 |                            |
| R.               | Nome                   | a               | Modalità                   |
| P                | Paulo Gazzaniga        |                 | svincolato                 |
| P                | Alfie Whiteman         | Degerfors       | prestito                   |
| D                | Cameron Carter-Vickers | Celtic          | prestito                   |
| C                | J'Neil Bennett         | Crewe Alexandra | prestito                   |

### Sessione Invernale
| Acquisti | Acquisti          | Acquisti | Acquisti |
| R.       | Nome              | da       | Modalità |
| -------- | ----------------- | -------- | --- |
| C        | Rodrigo Bentancur | Juventus | definitivo (19 milioni € + 6 milioni € bonus)                                                                        |
| A        | Dejan Kulusevski  | Juventus | prestito di 18 mesi (10 milioni €) con obbligo di riscatto al raggiungimento di determinati obiettivi (35 milioni €) |

| Cessioni | Cessioni         | Cessioni        | Cessioni                                            |
| R.       | Nome             | a               | Modalità                                            |
| -------- | ---------------- | --------------- | --------------------------------------------------- |
| C        | Tanguy Ndombele  | Olympique Lione | prestito                                            |
| C        | Giovani Lo Celso | Villarreal      | prestito                                            |
| C        | Dele Alli        | Everton         | definitivo (costo zero + bonus fino a 40 milioni €) |
| A        | Bryan Gil        | Valencia        | prestito                                            |

## Risultati

### Premier League

#### Girone di andata
| Arbitro: | Taylor |

|         |           |  |
| Son 55’ | Marcatori |  |

| Arbitro: | Attwell |

|  |           |                |
|  | Marcatori | 9’ (rig.) Alli |

| Arbitro: | Marriner |

|         |           |  |
| Son 42’ | Marcatori |  |

| Arbitro: | Moss |

|                                  |           |  |
| Zaha 76’ (rig.) Édouard 84’, 93’ | Marcatori |  |

| Arbitro: | Tierney |

|  |           |                                          |
|  | Marcatori | 49’ Thiago Silva 57’ Kanté 90+2’ Rüdiger |

| Arbitro: | Pawson |

|                                        |           |         |
| Smith Rowe 12’ Aubameyang 27’ Saka 34’ | Marcatori | 79’ Son |

| Arbitro: | Kavanagh |

|                                 |           |             |
| Højbjerg 27’ Targett 71’ (aut.) | Marcatori | 67’ Watkins |

| Arbitro: | Marriner |

|                           |           |                                 |
| Wilson 2’ Dier 89’ (aut.) | Marcatori | 17’ Ndombele 22’ Kane 45+3’ Son |

| Arbitro: | Tierney |

|             |           |  |
| Antonio 72’ | Marcatori |  |

| Arbitro: | Attwell |

|  |           |                                     |
|  | Marcatori | 39’ Ronaldo 64’ Cavani 86’ Rashford |

| Liverpool 7 novembre 2021, ore 14:00 GMT 11ª giornata | Everton  | 0 – 0 referto | Tottenham | Goodison Park (39 059 spett.)\| Arbitro: \| Kavanagh \| |
| Arbitro:                                              | Kavanagh |               |           |                                                         |

| Arbitro: | Marriner |

|                           |           |           |
| Højbjerg 58’ Reguilón 69’ | Marcatori | 44’ James |

| Arbitro: | Bankes |

|         |           |  |
| Mee 71’ | Marcatori |  |

| Arbitro: | Moss |

|                          |           |  |
| Canós 12’ (aut.) Son 65’ | Marcatori |  |

| Arbitro: | Gillett |

|                               |           |  |
| Lucas 10’ Sánchez 67’ Son 77’ | Marcatori |  |

| Arbitro: | Jones |

|  |           |                     |
|  | Marcatori | 37’ Romero 57’ Kane |

| Arbitro: | Moss |

|                       |           |                                |
| Daka 24’ Maddison 76’ | Marcatori | 38’ Kane 90+5’, 90+7’ Bergwijn |

| Arbitro: | Tierney |

|                  |           |                              |
| Kane 13’ Son 74’ | Marcatori | 35’ Diogo Jota 69’ Robertson |

| Arbitro: | Moss |

|                            |           |  |
| Kane 32’ Lucas 34’ Son 74’ | Marcatori |  |

#### Girone di ritorno
| Arbitro: | Taylor |

|                 |           |                 |
| Ward-Prowse 25’ | Marcatori | 41’ (rig.) Kane |

| Arbitro: | Jones |

|  |           |               |
|  | Marcatori | 90+6’ Sánchez |

| Arbitro: | Tierney |

|                              |           |  |
| Kane 22’ (rig.), 37’ Son 47’ | Marcatori |  |

| Arbitro: | Tierney |

|                             |           |  |
| Ziyech 47’ Thiago Silva 55’ | Marcatori |  |

| Arbitro: | Coote |

|                             |           |                                     |
| Bednarek 18’ (aut.) Son 70’ | Marcatori | 23’ Broja 80’ Elyounoussi 82’ Adams |

| Arbitro: | Friend |

|  |           |                           |
|  | Marcatori | 6’ Jiménez 18’ Dendoncker |

| Arbitro: | Taylor |

|                                  |           |                               |
| Gündoğan 33’ Mahrez 90+2’ (rig.) | Marcatori | 4’ Kulusevski 59’, 90+5’ Kane |

| Arbitro: | Pawson |

|  |           |                                             |
|  | Marcatori | 10’ Doherty 15’ Kulusevski 27’ Kane 85’ Son |

| Arbitro: | Atwell |

|                                                     |           |  |
| Keane 14’ (aut.) Son 17’ Kane 37’, 56’ Reguilón 46’ | Marcatori |  |

| Arbitro: | Moss |

|                       |           |                                    |
| Ronaldo 12’, 38’, 81’ | Marcatori | 35’ (rig.) Kane 72’ (aut.) Maguire |

| Arbitro: | Taylor |

|                              |           |              |
| Zouma 9’ (aut.) Son 24’, 88’ | Marcatori | 35’ Benrahma |

| Arbitro: | Atkinson |

|                                                               |           |           |
| Davies 43’ Doherty 48’ Son 54’ Emerson Royal 63’ Bergwijn 84’ | Marcatori | 39’ Schär |

| Arbitro: | Scott |

|  |           |                                 |
|  | Marcatori | 3’, 66’, 71’ Son 50’ Kulusevski |

| Arbitro: | Pawson |

|  |           |              |
|  | Marcatori | 90’ Trossard |

| Londra 23 aprile 2022, ore 17:30 BST 34ª giornata | Brentford | 0 – 0 referto | Tottenham | Brentford Community Stadium (17 072 spett.)\| Arbitro: \| Atkinson \| |
| Arbitro:                                          | Atkinson  |               |           |                                                                       |

| Arbitro: | Moss |

|                       |           |                 |
| Kane 22’ Son 60’, 79’ | Marcatori | 90+1’ Iheanacho |

| Arbitro: | Oliver |

|          |           |         |
| Díaz 74’ | Marcatori | 56’ Son |

| Arbitro: | Friend |

|                   |           |  |
| Kane 45+8’ (rig.) | Marcatori |  |

| Arbitro: | Kavanagh |

|  |           |                                           |
|  | Marcatori | 16’, 64’ Kulusevski 32’ Kane 70’, 75’ Son |

### FA Cup

#### Turni eliminatori
| Arbitro: | Brooks |

|                                    |           |              |
| Winks 74’ Lucas Moura 85’ Kane 88’ | Marcatori | 33’ O'Connor |

| Arbitro: | Atwell |

|                                |           |              |
| Kane 13’, 66’ March 24’ (aut.) | Marcatori | 63’ Bissouma |

| Arbitro: | England |

|             |           |  |
| Coburn 107’ | Marcatori |  |

### EFL Cup

#### Turni eliminatori
| Arbitro: | Bankes |

|                                       |                      |                            |
| Dendoncker 38’ Podence 58’            | Marcatori            | 14’ Ndombele 23’ Kane      |
| Hwang Moutinho Neves Dendoncker Coady | Tiri di rigore 2 – 3 | Kane Reguilón Gil Højbjerg |

| Arbitro: | Bankes |

|  |           |           |
|  | Marcatori | 68’ Lucas |

#### Fase finale
| Arbitro: | Kavanagh |

|                        |           |           |
| Bergwijn 29’ Lucas 34’ | Marcatori | 32’ Bowen |

| Arbitro: | Pawson |

|                              |           |  |
| Havertz 5’ Davies 34’ (aut.) | Marcatori |  |

| Arbitro: | Marriner |

|  |           |             |
|  | Marcatori | 18’ Rüdiger |

### UEFA Europa Conference League

#### Play-off
| Arbitro: | Mariani |

|                 |           |  |
| Lucas Silva 45’ | Marcatori |  |

| Arbitro: | Buquet |

|                           |           |  |
| Kane 9’, 35’ Lo Celso 70’ | Marcatori |  |

#### Fase a gironi
| Arbitro: | Özkahya |

|                      |           |                              |
| Tait 23’ Laborde 72’ | Marcatori | 11’ (aut.) Badé 76’ Højbjerg |

| Arbitro: | Frid |

|                                               |           |          |
| Alli 4’ (rig.) Lo Celso 8’ Kane 68’, 76’, 87’ | Marcatori | 53’ Kous |

| Arbitro: | Osmers |

|            |           |  |
| Wittek 78’ | Marcatori |  |

| Arbitro: | Di Bello |

|                                        |           |                        |
| Son 15’ Lucas 22’ Rasmussen 28’ (aut.) | Marcatori | 32’ Rasmussen 39’ Bero |

| Arbitro: | Carvalho Nobre |

|                         |           |          |
| Horvat 11’ Maroša 90+4’ | Marcatori | 72’ Kane |

| Londra 9 dicembre 2021, ore 21:00 CET 6ª giornata | Tottenham | 0 – 3 (tav.) referto | Rennes | Tottenham Hotspur Stadium\| Arbitro: \| Fesnic \| |
| Arbitro:                                          | Fesnic    |                      |        |                                                   |

## Statistiche

### Statistiche di squadra
Statistiche aggiornate al 22 maggio 2022.
| Competizione      | Punti | In casa | In casa | In casa | In casa | In casa | In casa | In trasferta | In trasferta | In trasferta | In trasferta | In trasferta | In trasferta | Totale | Totale | Totale | Totale | Totale | Totale | DR  |
| Competizione      | Punti | G       | V       | N       | P       | Gf      | Gs      | G            | V            | N            | P            | Gf           | Gs           | G      | V      | N      | P      | Gf     | Gs     | DR  |
| ----------------- | ----- | ------- | ------- | ------- | ------- | ------- | ------- | ------------ | ------------ | ------------ | ------------ | ------------ | ------------ | ------ | ------ | ------ | ------ | ------ | ------ | --- |
| Premier League    | 71    | 19      | 13      | 1       | 5       | 38      | 19      | 19           | 9            | 4            | 6            | 31           | 21           | 38     | 22     | 5      | 11     | 69     | 40     | +29 |
| FA Cup            | 0     | 2       | 2       | 0       | 0       | 6       | 2       | 1            | 0            | 0            | 1            | 0            | 1            | 3      | 2      | 0      | 1      | 6      | 3      | +3  |
| League Cup        | 0     | 2       | 1       | 0       | 1       | 2       | 2       | 3            | 1            | 1            | 1            | 3            | 4            | 5      | 2      | 1      | 2      | 5      | 6      | -1  |
| Conference League | 7     | 4       | 3       | 0       | 1       | 11      | 6       | 4            | 0            | 1            | 3            | 3            | 6            | 8      | 3      | 1      | 4      | 14     | 12     | +2  |
| Totale            | -     | 27      | 19      | 1       | 7       | 57      | 29      | 27           | 10           | 6            | 11           | 37           | 32           | 54     | 29     | 7      | 18     | 94     | 61     | +33 |

### Andamento in campionato
| Giornata  | 1  | 2 | 3 | 4 | 5 | 6  | 7 | 8 | 9 | 10 | 11 | 12 | 13 | 14 | 15 | 16 | 17 | 18 | 19 | 20 | 21 | 22 | 23 | 24 | 25 | 26 | 27 | 28 | 29 | 30 | 31 | 32 | 33 | 34 | 35 | 36 | 37 | 38 |
| --------- | -- | - | - | - | - | -- | - | - | - | -- | -- | -- | -- | -- | -- | -- | -- | -- | -- | -- | -- | -- | -- | -- | -- | -- | -- | -- | -- | -- | -- | -- | -- | -- | -- | -- | -- | -- |
| Luogo     | C  | T | C | T | C | T  | C | T | T | C  | T  | C  | T  | C  | C  | T  | T  | C  | C  | T  | T  | C  | T  | C  | C  | T  | T  | C  | T  | C  | C  | T  | C  | T  | C  | T  | C  | T  |
| Risultato | V  | V | V | P | P | P  | V | V | P | P  | N  | V  | P  | V  | V  | V  | V  | N  | V  | N  | V  | V  | P  | P  | P  | V  | V  | V  | P  | V  | V  | V  | N  | P  | N  | V  | V  | V  |
| Posizione | 10 | 5 | 1 | 7 | 7 | 11 | 8 | 5 | 6 | 9  | 9  | 7  | 7  | 6  | 5  | 7  | 7  | 7  | 5  | 7  | 6  | 6  | 7  | 7  | 7  | 8  | 7  | 7  | 8  | 5  | 4  | 4  | 4  | 5  | 5  | 5  | 4  | 4  |

Legenda:

Luogo: C = Casa; T = Trasferta. Risultato: V = Vittoria; N = Pareggio; P = Sconfitta.

### Statistiche dei giocatori
Sono in corsivo i calciatori che hanno lasciato la società a stagione in corso.
| Giocatore         | Premier League | Premier League | Premier League | Premier League | FA Cup   | FA Cup | FA Cup      | FA Cup     | Football League Cup | Football League Cup | Football League Cup | Football League Cup | Conference League | Conference League | Conference League | Conference League | Totale   | Totale | Totale      | Totale     |
| Giocatore         | Presenze       | Reti           | Ammonizioni    | Espulsioni     | Presenze | Reti   | Ammonizioni | Espulsioni | Presenze            | Reti                | Ammonizioni         | Espulsioni          | Presenze          | Reti              | Ammonizioni       | Espulsioni        | Presenze | Reti   | Ammonizioni | Espulsioni |
| ----------------- | -------------- | -------------- | -------------- | -------------- | -------- | ------ | ----------- | ---------- | ------------------- | ------------------- | ------------------- | ------------------- | ----------------- | ----------------- | ----------------- | ----------------- | -------- | ------ | ----------- | ---------- |
| D. Alli           | 10             | 1              | 1              | 0              | 1        | 0      | 0           | 0          | 2                   | 0                   | 0                   | 0                   | 5                 | 1                 | 1                 | 0                 | 18       | 2      | 2           | 0          |
| S. Aurier         | 0              | 0              | 0              | 0              | 0        | 0      | 0           | 0          | 0                   | 0                   | 0                   | 0                   | 0                 | 0                 | 0                 | 0                 | 0        | 0      | 0           | 0          |
| J. Bennett        | 0              | 0              | 0              | 0              | 0        | 0      | 0           | 0          | 0                   | 0                   | 0                   | 0                   | 1                 | 0                 | 0                 | 0                 | 1        | 0      | 0           | 0          |
| R. Bentancur      | 17             | 0              | 5              | 0              | 1        | 0      | 1           | 0          | 0                   | 0                   | 0                   | 0                   | 0                 | 0                 | 0                 | 0                 | 18       | 0      | 6           | 0          |
| S. Bergwijn       | 25             | 3              | 1              | 0              | 2        | 0      | 0           | 0          | 2                   | 1                   | 0                   | 0                   | 3                 | 0                 | 1                 | 0                 | 32       | 4      | 2           | 0          |
| C. Carter-Vickers | 0              | 0              | 0              | 0              | 0        | 0      | 0           | 0          | 0                   | 0                   | 0                   | 0                   | 1                 | 0                 | 0                 | 0                 | 1        | 0      | 0           | 0          |
| J. Clarke         | 0              | 0              | 0              | 0              | 0        | 0      | 0           | 0          | 0                   | 0                   | 0                   | 0                   | 1                 | 0                 | 0                 | 0                 | 1        | 0      | 0           | 0          |
| B. Davies         | 29             | 1              | 6              | 0              | 3        | 0      | 0           | 0          | 5                   | 0                   | 0                   | 0                   | 6                 | 0                 | 1                 | 0                 | 43       | 1      | 7           | 0          |
| E. Dier           | 35             | 0              | 1              | 0              | 1        | 0      | 0           | 0          | 1                   | 0                   | 0                   | 0                   | 3                 | 0                 | 0                 | 0                 | 40       | 0      | 1           | 0          |
| M. Doherty        | 15             | 2              | 0              | 0              | 3        | 0      | 0           | 0          | 3                   | 0                   | 0                   | 0                   | 5                 | 0                 | 0                 | 0                 | 26       | 2      | 0           | 0          |
| Emerson Royal     | 31             | 1              | 5              | 0              | 3        | 0      | 0           | 0          | 4                   | 0                   | 0                   | 0                   | 3                 | 0                 | 0                 | 0                 | 41       | 1      | 5           | 0          |
| B. Gil            | 9              | 0              | 0              | 0              | 1        | 0      | 0           | 0          | 4                   | 0                   | 0                   | 0                   | 6                 | 0                 | 3                 | 0                 | 20       | 0      | 3           | 0          |
| P. Gollini        | 0              | 0              | 0              | 0              | 1        | -1     | 0           | 0          | 3                   | -3                  | 0                   | 0                   | 6                 | -7                | 0                 | 0                 | 10       | -11    | 0           | 0          |
| P. Højbjerg       | 36             | 2              | 3              | 0              | 2        | 0      | 0           | 0          | 5                   | 0                   | 0                   | 0                   | 5                 | 1                 | 0                 | 0                 | 48       | 3      | 3           | 0          |
| N. John           | 0              | 0              | 0              | 0              | 0        | 0      | 0           | 0          | 0                   | 0                   | 0                   | 0                   | 1                 | 0                 | 0                 | 0                 | 1        | 0      | 0           | 0          |
| H. Kane           | 37             | 17             | 5              | 0              | 3        | 3      | 0           | 0          | 5                   | 1                   | 0                   | 0                   | 5                 | 6                 | 0                 | 0                 | 50       | 27     | 5           | 0          |
| D. Kulusevski     | 18             | 5              | 3              | 0              | 2        | 0      | 0           | 0          | 0                   | 0                   | 0                   | 0                   | 0                 | 0                 | 0                 | 0                 | 20       | 5      | 3           | 0          |
| H. Lloris         | 38             | -40            | 2              | 0              | 2        | -2     | 0           | 0          | 2                   | -3                  | 0                   | 0                   | 1                 | -2                | 0                 | 0                 | 43       | -47    | 2           | 0          |
| G. Lo Celso       | 9              | 0              | 0              | 0              | 1        | 0      | 0           | 0          | 4                   | 0                   | 0                   | 0                   | 5                 | 1                 | 0                 | 0                 | 19       | 1      | 0           | 0          |
| D. Markanday      | 0              | 0              | 0              | 0              | 0        | 0      | 0           | 0          | 0                   | 0                   | 0                   | 0                   | 1                 | 0                 | 0                 | 0                 | 1        | 0      | 0           | 0          |
| L. Moura          | 34             | 2              | 4              | 0              | 2        | 1      | 0           | 0          | 4                   | 2                   | 0                   | 0                   | 5                 | 1                 | 0                 | 0                 | 45       | 6      | 4           | 0          |
| T. Ndombele       | 9              | 1              | 1              | 0              | 1        | 0      | 0           | 0          | 3                   | 1                   | 1                   | 0                   | 3                 | 0                 | 0                 | 0                 | 16       | 2      | 2           | 0          |
| M. Paskotši       | 0              | 0              | 0              | 0              | 0        | 0      | 0           | 0          | 0                   | 0                   | 0                   | 0                   | 1                 | 0                 | 0                 | 0                 | 1        | 0      | 0           | 0          |
| S. Reguilón       | 25             | 2              | 4              | 0              | 2        | 0      | 0           | 0          | 2                   | 0                   | 0                   | 0                   | 2                 | 0                 | 0                 | 0                 | 31       | 2      | 4           | 0          |
| J. Rodon          | 3              | 0              | 0              | 0              | 2        | 0      | 0           | 0          | 1                   | 0                   | 0                   | 0                   | 4                 | 0                 | 0                 | 0                 | 10       | 0      | 0           | 0          |
| C. Romero         | 22             | 1              | 8              | 0              | 2        | 0      | 1           | 0          | 2                   | 0                   | 0                   | 0                   | 4                 | 0                 | 2                 | 1                 | 30       | 1      | 11          | 1          |
| D. Sánchez        | 23             | 2              | 4              | 0              | 1        | 0      | 0           | 0          | 5                   | 0                   | 0                   | 0                   | 3                 | 0                 | 1                 | 0                 | 32       | 2      | 5           | 0          |
| D. Scarlett       | 1              | 0              | 0              | 0              | 2        | 0      | 0           | 0          | 0                   | 0                   | 0                   | 0                   | 4                 | 0                 | 1                 | 0                 | 7        | 0      | 1           | 0          |
| R. Sessegnon      | 15             | 0              | 2              | 0              | 2        | 0      | 0           | 0          | 1                   | 0                   | 0                   | 0                   | 3                 | 0                 | 2                 | 1                 | 21       | 0      | 4           | 1          |
| M. Sissoko        | 0              | 0              | 0              | 0              | 0        | 0      | 0           | 0          | 0                   | 0                   | 0                   | 0                   | 0                 | 0                 | 0                 | 0                 | 0        | 0      | 0           | 0          |
| O. Skipp          | 18             | 0              | 6              | 0              | 1        | 0      | 0           | 0          | 5                   | 0                   | 0                   | 0                   | 4                 | 0                 | 1                 | 0                 | 28       | 0      | 7           | 0          |
| H. Son            | 35             | 23             | 2              | 0              | 2        | 0      | 0           | 0          | 4                   | 0                   | 1                   | 0                   | 4                 | 1                 | 0                 | 0                 | 45       | 24     | 3           | 0          |
| J. Tanganga       | 11             | 0              | 3              | 1              | 1        | 0      | 0           | 0          | 4                   | 0                   | 0                   | 0                   | 3                 | 0                 | 0                 | 0                 | 19       | 0      | 3           | 1          |
| H. Winks          | 19             | 0              | 2              | 0              | 3        | 1      | 0           | 0          | 3                   | 0                   | 0                   | 0                   | 5                 | 0                 | 1                 | 0                 | 30       | 1      | 3           | 0          |